# Aleksandr Viktorovič Poggio
Aleksandr Viktorovič Poggio (in russo Александр Викторович Поджио?, Podžio, conosciuto anche come Alessandro di Vittorio Poggio; Nikolaev, 27 aprile 1798 – Voronki, 18 giugno 1873) è stato un militare, rivoluzionario e scrittore russo, figlio di Vittorio, fratello di Giuseppe, fu uno dei più attivi decabristi. Scrisse di queste esperienze nelle sue memorie intitolate Memorie di un decabrista, oggetto di studio di Franco Venturi.

## La condanna
Una volta sedata la rivolta dei decabristi, i vari cospiratori vennero prima rinchiusi nella fortezza di Pietro e Paolo a San Pietroburgo, poi in seguito suddivisi e rinchiusi in varie prigioni. Poggio trascorse una prima parte della prigionia nella fortezza di Korela, nella cittadina allora chiamata Kexholm, e successivamente nella Petrovskij Zavod, in Siberia.